# Kalowang
Kalowang is een bestuurslaag in het regentschap Sumenep van de provincie Oost-Java, Indonesië. Kalowang telt 4102 inwoners (volkstelling 2010).